# Eerste divisie 1972/73 (nacompetitie)/Wedstrijden
Het Nederlandse Eerste divisie voetbal uit het seizoen 1972/73 kende aan het einde van de reguliere competitie een nacompetitie. De winnaar van deze nacompetitie zal promoveren naar de Eredivisie.
Voor 1972 hadden er al enkele beslissingsduels en -competities om promotie plaatsgevonden. Nieuw element in de opzet bij deze promotieregeling was de invoering van periodekampioenschappen. Door het winnen van periodetitels kon men zich plaatsen voor deze nacompetitie. De bedenker van deze nieuwe opzet was Dr. Ab Wit, destijds voorzitter van de eerstedivisieclub Wageningen. Op deze manier werd de spanning in de competitie van de Eerste divisie teruggebracht, want geen enkele ploeg kon uit deze competitie degraderen en als je als club geen kans meer had op het kampioenschap was het spelen voor een periodetitel weer een extra stimulans om voor de winst te gaan. Ook voor de toeschouwers was dit aantrekkelijker en mede daardoor zag je bij clubs die meestreden voor een periodetitel de toeschouwersaantallen stijgen. Tot en met het seizoen 1980/81 degradeerden er twee clubs rechtstreeks uit de eredivisie en promoveerde de kampioen van de eerste divisie. De vier periodekampioenen namen deel aan de nacompetitie, waarin alle ploegen uit en thuis tegen elkaar speelden. De winnaar van deze nacompetitie promoveerde naar de eredivisie.
Winnaar van deze eerste editie werd De Graafschap.

## Speelronde 1
|                   |                       |       |                     |                                                                                    |
| 27 mei 1973 19:00 | De Graafschap         | 1 – 1 | PEC Zwolle          | Stadion: De Vijverberg, Doetinchem Toeschouwers: 12.000 Scheidsrechter: Jan Keizer |
| 27 mei 1973 19:00 | André van der Ley 68' |       | 21' Jan Hoogendoorn | Stadion: De Vijverberg, Doetinchem Toeschouwers: 12.000 Scheidsrechter: Jan Keizer |
| 27 mei 1973 19:00 |                       |       |                     | Stadion: De Vijverberg, Doetinchem Toeschouwers: 12.000 Scheidsrechter: Jan Keizer |
| 27 mei 1973 19:00 |                       |       |                     | Stadion: De Vijverberg, Doetinchem Toeschouwers: 12.000 Scheidsrechter: Jan Keizer |
|                   |                       |       |                     |                                                                                    |

|                   |                                                  |       |          |                                                                                               |
| 27 mei 1973 19:00 | Wageningen                                       | 2 – 0 | Volendam | Stadion: De Wageningse Berg, Wageningen Toeschouwers: 9.000 Scheidsrechter: Gerrit Berrevoets |
| 27 mei 1973 19:00 | Arno Wellerdieck 30' (pen.) Gerdo Hazelhekke 90' |       |          | Stadion: De Wageningse Berg, Wageningen Toeschouwers: 9.000 Scheidsrechter: Gerrit Berrevoets |
| 27 mei 1973 19:00 |                                                  |       |          | Stadion: De Wageningse Berg, Wageningen Toeschouwers: 9.000 Scheidsrechter: Gerrit Berrevoets |
| 27 mei 1973 19:00 |                                                  |       |          | Stadion: De Wageningse Berg, Wageningen Toeschouwers: 9.000 Scheidsrechter: Gerrit Berrevoets |
|                   |                                                  |       |          |                                                                                               |

## Speelronde 2
|                   |                                        |       |                                         |                                                                             |
| 31 mei 1973 19:00 | PEC Zwolle                             | 2 – 2 | Wageningen                              | Stadion: Oosterenk, Zwolle Toeschouwers: 12.000 Scheidsrechter: Frans Derks |
| 31 mei 1973 19:00 | Ben Schubert 79' (pen.) Jan Rorije 85' |       | 64' Marcel Broecks 67' Gerdo Hazelhekke | Stadion: Oosterenk, Zwolle Toeschouwers: 12.000 Scheidsrechter: Frans Derks |
| 31 mei 1973 19:00 |                                        |       |                                         | Stadion: Oosterenk, Zwolle Toeschouwers: 12.000 Scheidsrechter: Frans Derks |
| 31 mei 1973 19:00 |                                        |       |                                         | Stadion: Oosterenk, Zwolle Toeschouwers: 12.000 Scheidsrechter: Frans Derks |
|                   |                                        |       |                                         |                                                                             |

|                   |                                   |       |                     |                                                                                   |
| 31 mei 1973 19:00 | Volendam                          | 2 – 1 | De Graafschap       | Stadion: Sportlaan, Volendam Toeschouwers: 11.000 Scheidsrechter: Arie van Gemert |
| 31 mei 1973 19:00 | Jack Hoogland 29' Wim Kwakman 83' |       | 30' Theo van Toledo | Stadion: Sportlaan, Volendam Toeschouwers: 11.000 Scheidsrechter: Arie van Gemert |
| 31 mei 1973 19:00 |                                   |       |                     | Stadion: Sportlaan, Volendam Toeschouwers: 11.000 Scheidsrechter: Arie van Gemert |
| 31 mei 1973 19:00 |                                   |       |                     | Stadion: Sportlaan, Volendam Toeschouwers: 11.000 Scheidsrechter: Arie van Gemert |
|                   |                                   |       |                     |                                                                                   |

## Speelronde 3
|                   |                                 |       |                      |                                                                                      |
| 3 juni 1973 19:00 | De Graafschap                   | 2 – 1 | Wageningen           | Stadion: De Vijverberg, Doetinchem Toeschouwers: 12.000 Scheidsrechter: Henk Geurens |
| 3 juni 1973 19:00 | Gerrie Deijkers 16', 59' (pen.) |       | 85' Arno Wellerdieck | Stadion: De Vijverberg, Doetinchem Toeschouwers: 12.000 Scheidsrechter: Henk Geurens |
| 3 juni 1973 19:00 |                                 |       |                      | Stadion: De Vijverberg, Doetinchem Toeschouwers: 12.000 Scheidsrechter: Henk Geurens |
| 3 juni 1973 19:00 |                                 |       |                      | Stadion: De Vijverberg, Doetinchem Toeschouwers: 12.000 Scheidsrechter: Henk Geurens |
|                   |                                 |       |                      |                                                                                      |

|                   |                  |       |                          |                                                                                   |
| 3 juni 1973 19:00 | PEC Zwolle       | 1 – 2 | Volendam                 | Stadion: Oosterenk, Zwolle Toeschouwers: 12.000 Scheidsrechter: Leo van der Kroft |
| 3 juni 1973 19:00 | Fons Stoffels 2' |       | 56', 78' Walter Ferreira | Stadion: Oosterenk, Zwolle Toeschouwers: 12.000 Scheidsrechter: Leo van der Kroft |
| 3 juni 1973 19:00 |                  |       |                          | Stadion: Oosterenk, Zwolle Toeschouwers: 12.000 Scheidsrechter: Leo van der Kroft |
| 3 juni 1973 19:00 |                  |       |                          | Stadion: Oosterenk, Zwolle Toeschouwers: 12.000 Scheidsrechter: Leo van der Kroft |
|                   |                  |       |                          |                                                                                   |

## Speelronde 4
|                   |                                                     |       |            |                                                                                  |
| 6 juni 1973 19:00 | Volendam                                            | 4 – 0 | PEC Zwolle | Stadion: Sportlaan, Volendam Toeschouwers: 12.000 Scheidsrechter: Charles Corver |
| 6 juni 1973 19:00 | Hans Jonk 29' Jan Bond 41', 72' (pen.) Kees Kok 87' |       |            | Stadion: Sportlaan, Volendam Toeschouwers: 12.000 Scheidsrechter: Charles Corver |
| 6 juni 1973 19:00 |                                                     |       |            | Stadion: Sportlaan, Volendam Toeschouwers: 12.000 Scheidsrechter: Charles Corver |
| 6 juni 1973 19:00 |                                                     |       |            | Stadion: Sportlaan, Volendam Toeschouwers: 12.000 Scheidsrechter: Charles Corver |
|                   |                                                     |       |            |                                                                                  |

|                   |            |                     |               |                                                                                                |
| 6 juni 1973 19:00 | Wageningen | 0 – 1               | De Graafschap | Stadion: De Wageningse Berg, Wageningen Toeschouwers: 11.000 Scheidsrechter: Ben Hoppenbrouwer |
| 6 juni 1973 19:00 |            | 25' Gerrie Deijkers |               | Stadion: De Wageningse Berg, Wageningen Toeschouwers: 11.000 Scheidsrechter: Ben Hoppenbrouwer |
| 6 juni 1973 19:00 |            |                     |               | Stadion: De Wageningse Berg, Wageningen Toeschouwers: 11.000 Scheidsrechter: Ben Hoppenbrouwer |
| 6 juni 1973 19:00 |            |                     |               | Stadion: De Wageningse Berg, Wageningen Toeschouwers: 11.000 Scheidsrechter: Ben Hoppenbrouwer |
|                   |            |                     |               |                                                                                                |

## Speelronde 5
|                    |                     |       |          |                                                                                      |
| 11 juni 1973 19:00 | De Graafschap       | 1 – 0 | Volendam | Stadion: De Vijverberg, Doetinchem Toeschouwers: 12.000 Scheidsrechter: Theo Boosten |
| 11 juni 1973 19:00 | Gerrie Deijkers 17' |       |          | Stadion: De Vijverberg, Doetinchem Toeschouwers: 12.000 Scheidsrechter: Theo Boosten |
| 11 juni 1973 19:00 |                     |       |          | Stadion: De Vijverberg, Doetinchem Toeschouwers: 12.000 Scheidsrechter: Theo Boosten |
| 11 juni 1973 19:00 |                     |       |          | Stadion: De Vijverberg, Doetinchem Toeschouwers: 12.000 Scheidsrechter: Theo Boosten |
|                    |                     |       |          |                                                                                      |

|                    |                              |       |                                    |                                                                                      |
| 11 juni 1973 19:00 | Wageningen                   | 2 – 2 | PEC Zwolle                         | Stadion: De Wageningse Berg, Wageningen Toeschouwers: 2.500 Scheidsrechter: Jan Beck |
| 11 juni 1973 19:00 | Aart Ooms 4' Jan Menting 13' |       | 66' Jan Hoogendoorn 87' Lody Kragt | Stadion: De Wageningse Berg, Wageningen Toeschouwers: 2.500 Scheidsrechter: Jan Beck |
| 11 juni 1973 19:00 |                              |       |                                    | Stadion: De Wageningse Berg, Wageningen Toeschouwers: 2.500 Scheidsrechter: Jan Beck |
| 11 juni 1973 19:00 |                              |       |                                    | Stadion: De Wageningse Berg, Wageningen Toeschouwers: 2.500 Scheidsrechter: Jan Beck |
|                    |                              |       |                                    |                                                                                      |

## Speelronde 6
|                    |                                          |       |                                                                                      |                                                                               |
| 17 juni 1973 19:00 | PEC Zwolle                               | 2 – 4 | De Graafschap                                                                        | Stadion: Oosterenk, Zwolle Toeschouwers: 13.000 Scheidsrechter: Joop Vervoort |
| 17 juni 1973 19:00 | Jan Hoogendoorn 9' Lody Kragt 79' (pen.) |       | 32' Gerrie Deijkers 52' Chris de Vries 69' André van der Ley 85' (e.d.) Ben Hendriks | Stadion: Oosterenk, Zwolle Toeschouwers: 13.000 Scheidsrechter: Joop Vervoort |
| 17 juni 1973 19:00 |                                          |       |                                                                                      | Stadion: Oosterenk, Zwolle Toeschouwers: 13.000 Scheidsrechter: Joop Vervoort |
| 17 juni 1973 19:00 |                                          |       |                                                                                      | Stadion: Oosterenk, Zwolle Toeschouwers: 13.000 Scheidsrechter: Joop Vervoort |
|                    |                                          |       |                                                                                      |                                                                               |

|                    |                                                                            |       |                     |                                                                               |
| 17 juni 1973 19:00 | Volendam                                                                   | 7 – 1 | Wageningen          | Stadion: Sportlaan, Volendam Toeschouwers: 11.000 Scheidsrechter: Henk Pijper |
| 17 juni 1973 19:00 | Jan Bond 8', 46', 49', 63', 75' Zeger Tollenaar 32' (e.d.) Wim Kwakman 80' |       | 62' Zeger Tollenaar | Stadion: Sportlaan, Volendam Toeschouwers: 11.000 Scheidsrechter: Henk Pijper |
| 17 juni 1973 19:00 |                                                                            |       |                     | Stadion: Sportlaan, Volendam Toeschouwers: 11.000 Scheidsrechter: Henk Pijper |
| 17 juni 1973 19:00 |                                                                            |       |                     | Stadion: Sportlaan, Volendam Toeschouwers: 11.000 Scheidsrechter: Henk Pijper |
|                    |                                                                            |       |                     |                                                                               |

## Voetnoten
SC Cambuur ·
FC Dordrecht ·
Eindhoven ·
Fortuna SC ·
Fortuna ·
De Graafschap ·
Heerenveen ·
Helmond Sport ·
Heracles ·
HVC ·
PEC Zwolle ·
Roda JC ·
SVV ·
Veendam ·
Vitesse ·
Volendam ·
De Volewijckers ·
FC VVV ·
Wageningen ·
Willem II
Eredivisie

1960 · 1975 · 1987 · 1988
Eerste divisie

1973 · 1974 · 1975 · 1976 · 1977 · 1978 · 1979 · 1980 · 1981 · 1982 · 1983 · 1984 · 1985 · 1986 · 1987 · 1988 · 1989 · 1990 · 1991 · 1992 · 1993 · 1994 · 1995 · 1996 · 1997 · 1998 · 1999 · 2000 · 2001 · 2002 · 2003 · 2004 · 2005

Vanaf 2006 staan alle competities op 1 pagina.

2006 · 2007 · 2008 · 2009 · 2010 · 2011 · 2012 · 2013 · 2014 · 2015 · 2016 · 2017 · 2018 · 2019 · 2020 · 2021 · 2022 · 2023 · 2024